# Feuerwehrausbildungsstätte Ahlen-Brockhausen
Die Feuerwehrausbildungsstätte Ahlen-Brockhausen war eine Ausbildungsstätte für freiwillige Feuerwehrleute und Rettungssanitäter der Kreise Warendorf, Coesfeld, Soest, Unna sowie der kreisfreien Stadt Hamm. Sie wurde am 20. Oktober 1971 eröffnet. Träger der Einrichtung sind die genannten Landkreise.
Als Lehrgangsort diente eine ehemalige Volksschule in Ahlen-Brockhausen im Kreis Warendorf, die durch beteiligte Freiwillige Feuerwehren umgebaut und den Ansprüchen angepasst wurde. Die Feuerwehrausbildungsstätte wurde Ende 2017 geschlossen.